# Tapis de sciure de bois

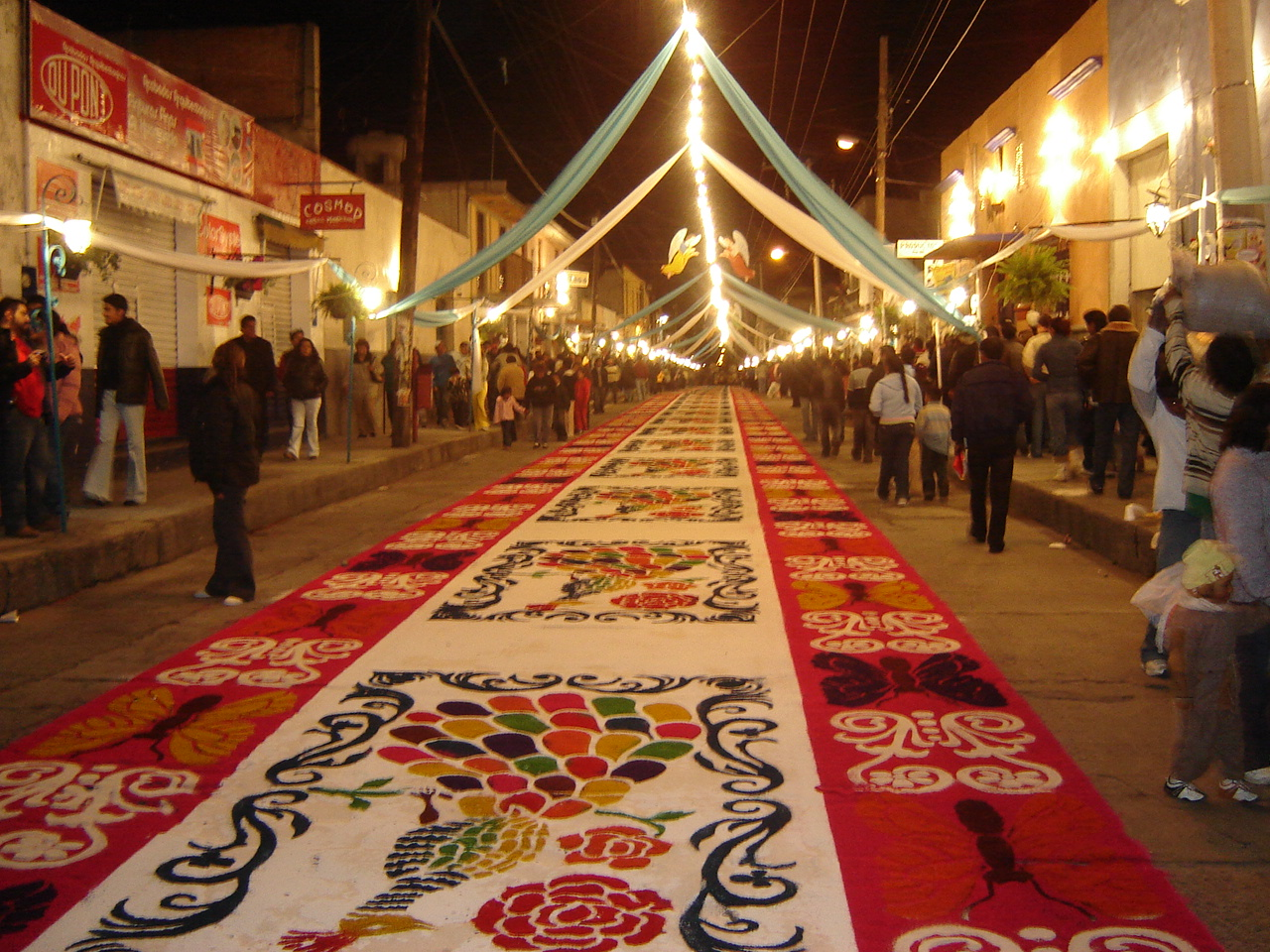
Tapis de sciure fabriqué pour à Huamantla, dans l'état de Tlaxcala.

Les tapis de sciure (espagnol : tapetes de aserrín) sont une ou plusieurs couches de sciure de bois colorée, et parfois d’autres matériaux supplémentaires, posées sur le sol comme décoration. Les tapis de sciure de bois sont traditionnellement créés pour accueillir une procession religieuse qui passe dessus. La tradition de la décoration des rues de cette façon commence en Europe et est introduite sur le continent américain par les Espagnols. La tradition existe encore au Mexique, en Amérique centrale, dans certaines régions de l'Amérique du Sud et aux États-Unis, mais elle est plus forte au Mexique et en Amérique centrale.
L'utilisation la plus traditionnelle de ces tapis est pour les processions liées à la Semaine Sainte au Mexique et en Amérique centrale (en particulier à León au Nicaragua et Antigua Guatemala) et Corpus Christi aux États-Unis. Au Mexique, leur utilisation est étendue aux processions dédiées aux saints protecteurs, notamment à Huamantla dans l'état de Tlaxcala et Huajuapan de León, dans l'état d'Oaxaca, ainsi qu’au Jour des Morts, en particulier dans le centre du Mexique.

## Création

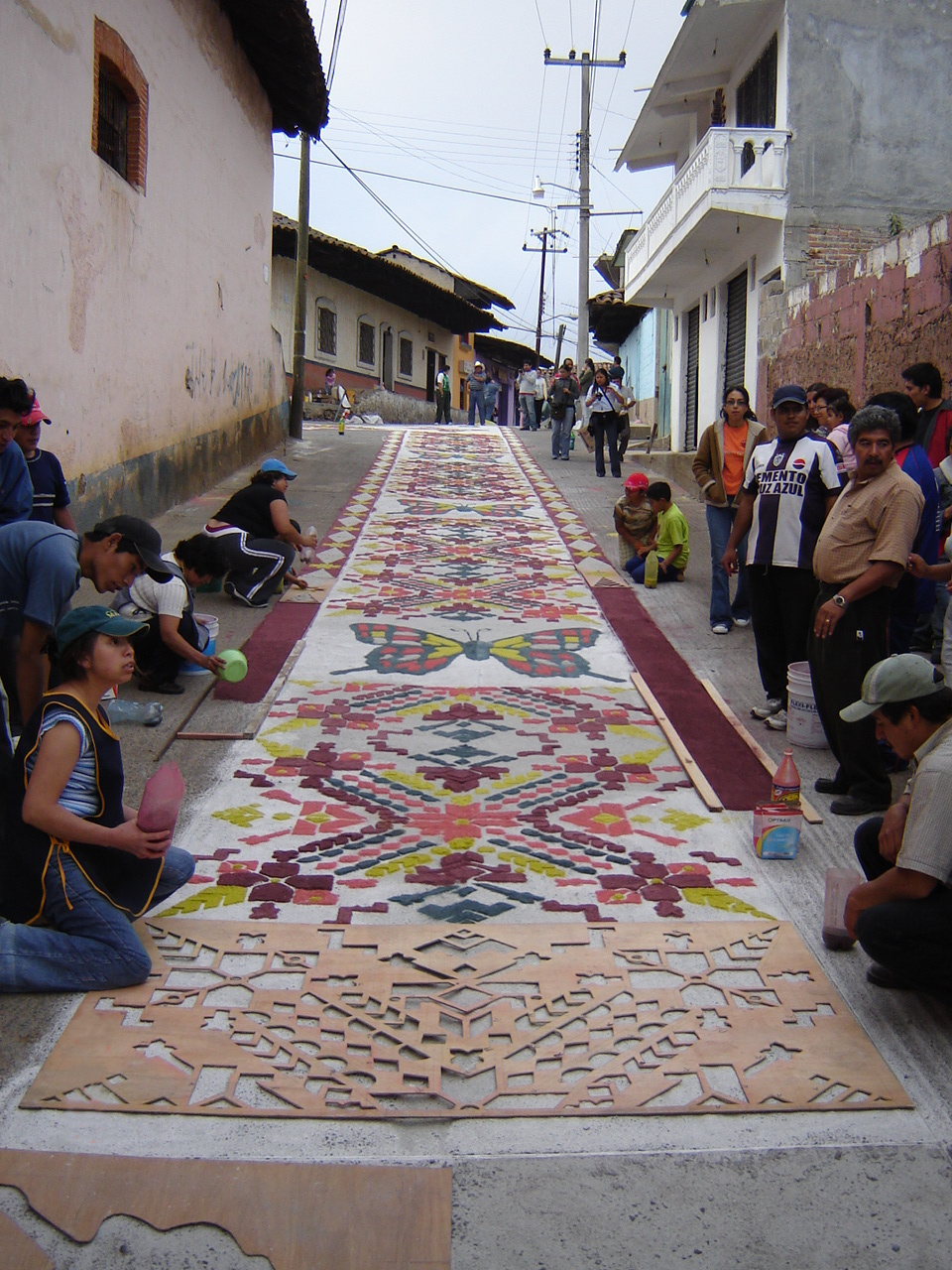
Tapis en cours à Acaxochitlán, dans l'état d'Hidalgo.

Les tapis traditionnels au Mexique et en Amérique centrale sont fabriqués avec de la sciure de bois colorée et non colorée; cependant, divers autres matériaux sont utilisés avec et parfois à la place. Ceux-ci comprennent des fleurs et des pétales de fleurs, des aiguilles de pin, du riz, des fruits, de la terre colorée, des cendres et d’autres matières généralement organiques. La sciure de bois est nettoyée, trempée dans de l'eau avec un colorant puis mise à sécher. Dans le passé, on utilise des colorants naturels tels que l'indigo, les coques d'amandes, etc. Plus la sciure de bois est fine et compacte, plus le travail fini est lisse.
La plupart des tapis traditionnels commencent par une couche de sciure de bois non teintée répartie dans un cadre en bois pour lisser les surfaces rugueuses telles que les rues pavées, puis aspergée d’une légère couche d’eau. Parfois, d'autres matériaux tels que le sable sont utilisés pour la base. Ensuite, les dessins sont posés dessus,. Sur les rues lisses et autres surfaces, le dessin peut être fait à la craie et rempli avec les matières à colorier. Il existe deux manières de créer le motif, en utilisant des moules ou des pochoirs et en travaillant à main levée, en saupoudrant et en plaçant le matériau coloré. Le traitement à main levée prend plus de temps et nécessite plus de savoir-faire avec l'utilisation de moules permettant des conceptions très définies et complexes. Une fois le tapis terminé, il reçoit un très léger jet d’eau pour fixer la sciure de bois et empêcher la décoloration des couleurs.

## Histoire
La tradition a ses origines lors de la fête du Corpus Christi à Santa Cruz de Tenerife. Là, les rues sont ornées de fleurs et de sable, devenant de plus en plus élaborées au cours du Moyen Âge. La fabrication des tapis est ensuite prolongée jusqu'au Vendredi Saint avec des images de ce jour-là, le Christ en croix et une Vierge Marie en deuil. Les Espagnols introduisent la coutume en Amérique latine. Elle est créée au cours de la période coloniale dans le cadre des célébrations de la Semaine sainte, en particulier pour accueillir les processions du vendredi saint et de Pâques représentant des icônes religieuses portées dans les rues. Une des raisons pour lesquelles ils sont promus est didactique, les images racontant l’histoire de la Passion du Christ et d’autres scènes de sa vie. Ils sont acceptés par les populations autochtones, en particulier au Mexique et dans certaines régions du Guatemala, dans la mesure où ils sont similaires à la tradition de la production de fruits en l'honneur des dieux de la récolte et des tapis fabriqués à partir de plumes d'oiseaux exotiques tels que les colibris, les aras et les quetzals.
Aujourd'hui, on fabrique des tapis en sciure de bois au Mexique, dans divers pays d'Amérique centrale tels que le Honduras et aussi le Brésil et le Pérou en Amérique du Sud,. Les tapis sont fabriqués dans certaines paroisses catholiques, en particulier dans le sud-ouest des États-Unis. À Corpus Christi, au Texas, la tradition est introduite par les pères du Saint-Esprit venant d’Allemagne,. En 2000, au Nicaragua, en raison de préoccupations relatives à la préservation de la tradition, une technique permettant de créer des dessins permanents en sciure de bois est créée. Des expositions de ces œuvres permanentes ont eu lieu à Sutiaba, Managua et Antigua Guatemala. Celles-ci sont créées avec des motifs à la fois religieux et laïques tels que des paysages et des natures mortes. En 2011, l'ambassade du Honduras aux États-Unis organise une exposition de divers tapis lors d'un événement commémorant la Semaine sainte.
Traditionnellement, la sciure de bois est ensuite brûlée ou jetée dans les rivières, ce qui cause des problèmes environnementaux. Pour cette raison, certaines organisations adoptent des alternatives à la sciure de bois. Les étudiants du Colegio Cedros Norte à Mexico en sont un exemple. Ils fabriquent les tapis pour la Fête-Dieu en utilisant des nattes d'herbe et des pétales de fleurs, qui sont plus biodégradables.

## Traditions importantes utilisant l'artisanat

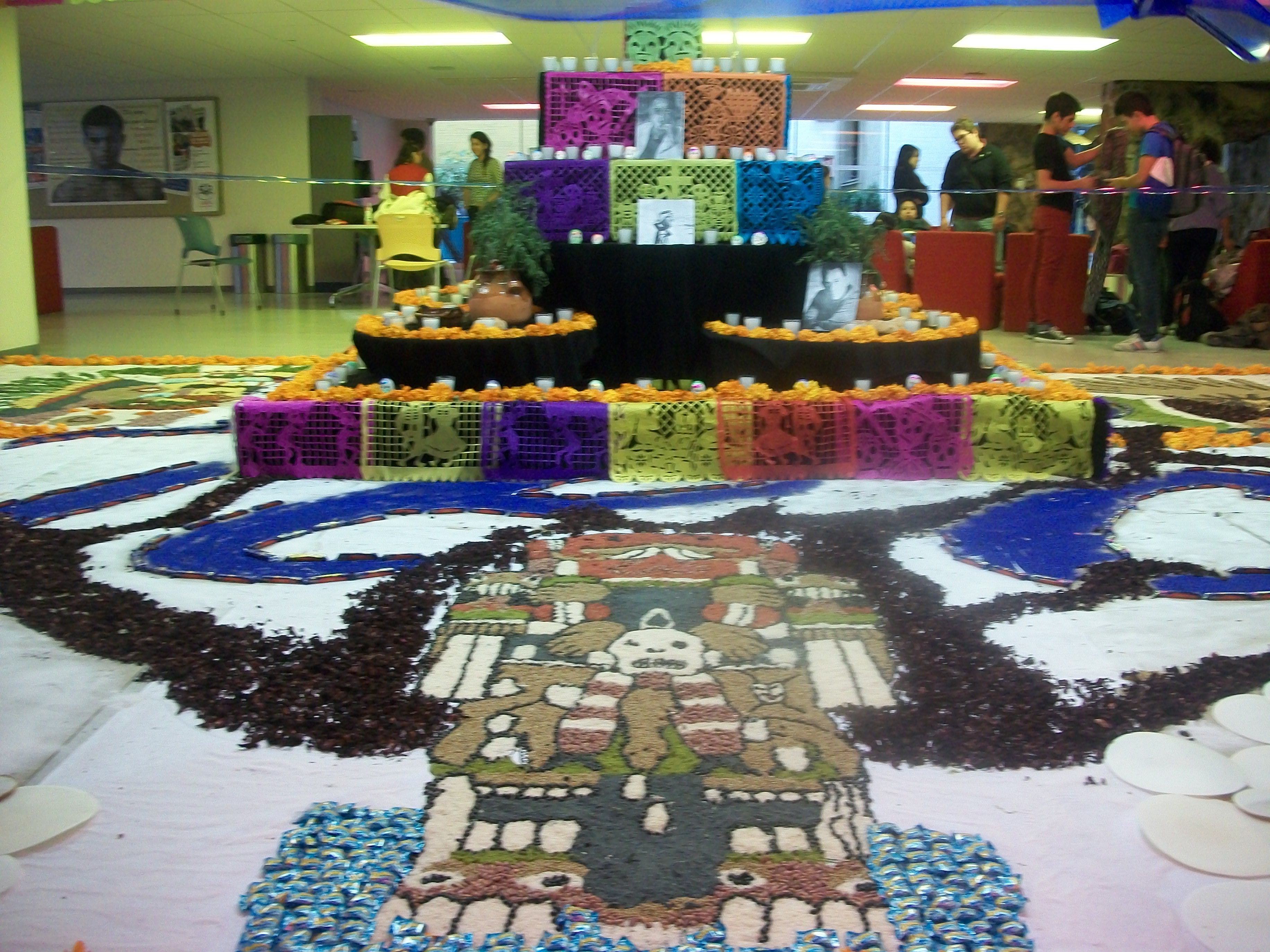
Autel du Jour des Morts avec un tapis en sciure de bois représentant le dieu Tlaloc au Campus ITESM Mexico.

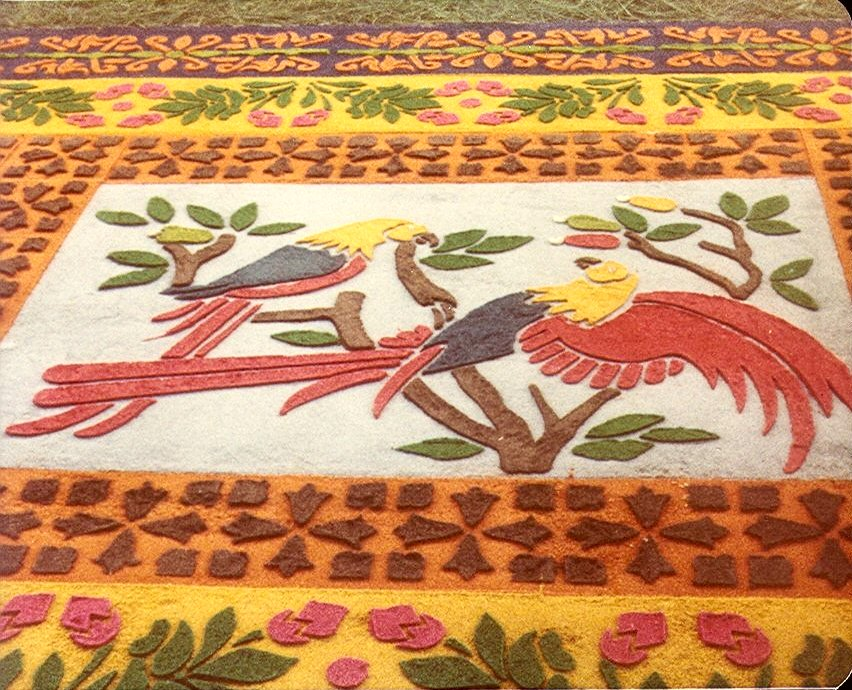
Partie d'un tapis fabriqué pour la Semaine Sainte à Antigua Guatemala.

Le plus grand événement mettant en vedette des tapis de sciure de bois au Mexique a lieu à Huamantla, dans l'état de Tlaxcala. Les tapis font partie de la Feria de Huamantla qui s’étend sur le mois d’août. Tout au long du mois, les artisans créent des tapis dans l'atrium de la basilique, sanctuaire de la plus importante image de la ville, la Nuestra Señora de la Caridad (Notre-Dame de la Charité). Chacun d'eux est d’une quarantaine de mètres carrés et change chaque jour, et est dédiée à l’image de la Vierge Marie. Cependant, les événements les plus importants se déroulent du 14 au 15 août. Depuis 1941, Nuestra Señora de la Caridad quitte son sanctuaire dans une procession qui se promène sur huit kilomètres dans les rues de la ville. Tout le parcours de la procession est recouvert de tapis en sciure de bois et d'autres matériaux. Les tapis sont créés la nuit précédente pendant ce qu'on appelle La nuit où personne ne dort (es), puis piétinés par la procession de l'image au petit matin du 15,. Les tapis sont organisés et fabriqués par des grojupes organisés par les différents quartiers. La procession et les tapis attirent environ 300 000 visiteurs chaque année.
La fabrication de ces tapis de sciure de bois fait que la ville et certains de ses artisans sont plus largement connus. Efrén Chacón est l'un des principaux créateurs de Huamantla. Il participe non seulement chaque année à Huamantla, mais parcourt également le Mexique et des pays comme l'Espagne, l'Italie, le Canada et le Japon pour des expositions et pour donner des conférences. Son travail avec les tapis permet à Efren Chacon de rencontrer le pape Jean-Paul II lorsque lui et 222 autres artisans travaillent à la création d'un tapis avec l'image du pape avec la Vierge Marie utilisant de la sciure de bois et des fleurs. Il est reconnu pour son travail par le Japon, le Canada, les États-Unis, la Suisse, l'Italie, El Salvador et le Guatemala. En 2008, des artisans de Huamantla créent également un tapis de 150 mètres de long sur six mètres de large, conçu pour rendre hommage aux Nations Unies à l'occasion de leur 63e anniversaire.
La tradition de fabriquer ces tapis pour les processions des saints patrons s’est étendue à d’autres régions du Mexique. Ils sont maintenant faits dans la ville de Tlaxcala pour la procession de l'image de la Vierge Marie Octolán, et pour la fête de l'apôtre Pierre, le 29 juin à San Pedro Xalostoc, près d'Ecatepec, dans l'État de Mexico. Huajuapan de León crée des tapis pour la procession du Señor de los Corazones, une figure du Christ noir, le 24 juillet, qui s'étend sur cinq kilomètres dans les rues de la ville. Bien que la tradition soit adoptée de celle de Huamantla, Huajuapan développe depuis ses propres caractéristiques, telles que les motifs sur le tapis. Celles-ci incluent les réseaux mixtèques, des images de codex préhispaniques et des schémas de couleurs régionaux. L'événement attire plus de 10 000 visiteurs le long du parcours de la procession.
La tradition consistant à fabriquer des tapis avec de la sciure de bois et d'autres matériaux a depuis été étendue à la Journée des morts au Mexique, en particulier pour les grands autels institutionnels, appelés ofrendas, afin d'honorer des personnalités telles que l'écrivain Carlos Fuentes, décédé en 2012,. Les tapis du jour des morts peuvent accompagner une offre traditionnelle sur une table ou peuvent être l’ensemble de l’offre,. Ils sont le plus souvent fabriqués dans la partie centrale du Mexique. À Azcapotzalco, à Mexico, de grands tapis sont fabriqués avec de la sciure de bois, des pétales de souci, du maïs, du sel et des bougies pour le Jour des morts. Beaucoup sont faits par des enfants d'école primaire. Depuis 2007, des tapis dédiés à la Journée des morts sont fabriqués à Guanajuato, pour le festival « El Tapete de la Muerte ». Cependant, la tradition s’est étendue au sud jusqu’à Teotitlán de Flores Magón (en), dans l'état d'Oaxaca, où ils sont faits pour honorer les saints et à Cancún dans le cadre des festivités de la Journée des morts,. Ils sont créés au nord, jusqu'à Monterrey, où un grand tapis / offrande entouré de 300 bougies est fabriqué pour commémorer les victimes du massacre perpétré au Casino Royal.
En Amérique centrale, deux des événements marquants sur les tapis sont la communauté de Sutiaba dans la municipalité de León, au Nicaragua et Antigua Guatemala, au Guatemala, qui maintiennent tous deux le but original d'utilisation durant la Semaine Sainte. Sutiaba est une communauté autochtone dont la tradition remonte au moins au XIXe siècle, selon des témoignages écrits. Les tapis sont fabriqués dans ce qu’on appelle la Calle de Las Alfombras (rue des tapis) de la communauté autochtone de Sutiaba, à quelques mètres de l’église San Juan de Dios de Sutiaba. Les tapis sont créés entre le lundi et le vendredi pendant la semaine sainte pour la procession du vendredi saint. Chaque section dure environ cinq à six heures et deux à six personnes y travaillent en fonction de la complexité. L'artiste nicaraguayen Federico Quezada s'efforce de préserver les traditions de tapis de sciure de bois de Sutiaba.
Antigua Guatemala est une autre région réputée pour ses tapis: elle associe des images catholiques et autochtones depuis la période coloniale. Les tapis d'Antigua Guatemala sont généralement fabriqués à l'aide de moules à motifs allégoriques, symboles religieux, scènes bibliques, formes géométriques et motifs floraux, des familles entières travaillant ensemble à l'aide de sciure de bois, d'aiguilles de pin, de fruits, de fleurs, de sable et de papier découpé,. Les tapis et les processions d'Antigua, au Guatemala, attirent environ 200 000 touristes du pays et de l'étranger.
En Catalogne, une tradition similaire s'appelle la Fête des Enramades d'Arbúcies, liée au Corpus Christi, déclaré patrimoine national en 1999. La tradition est retracée dès 1589. La fête, ce sont huit jours de festivités et de préparation avant que les gens ramassent de grandes quantités de fleurs et d’autres matériaux pour fabriquer des tapis pour les rues avec des branches d’arbres. La couleur est principalement fournie par les fleurs. Les décorations élaborées sont ensuite parcourues par un défilé de chars et d’autres éléments festifs.